# Tunnel van Hublinbu
De tunnel van Hublinbu is een tunnel in de Belgische stad Charleroi. Hij maakt deel uit van de R3, de ringweg rond de stad. De tunnel ligt tussen afrit 7 en 8 en is 400 meter lang.
De tunnel is vernoemd naar een wijk van Marcinelle.
Tunnel van Couillet · Hiernauxtunnel · Tunnel van Hublinbu · La Paixtunnel · Tunnel van Marcinelle · Rouillertunnel